# 1998 TX2
1998 TX2 är en asteroid i huvudbältet som upptäcktes den 13 oktober 1998 av OCA–DLR Asteroid Survey (ODAS).
Asteroiden har en diameter på ungefär 8 kilometer.